# Florence Eliza Allen
Florence Eliza Allen (4 de outubro de 1876 - 31 de dezembro de 1960) foi uma matemática norte-americana e ativista do movimento pelo sufrágio feminino.  Em 1907 ela se tornou a segunda mulher a receber um Ph.D em matemática pela Universidade de Wisconsin-Madison, e o quarto Ph.D em geral naquele departamento.

## Biografia
Florence nasceu em Horicon, Wisconsin. Ela tinha um irmão mais velho e seu pai era advogado.
Allen recebeu seu diploma de bacharel em matemática pela Universidade de Wisconsin em 1900. Ela foi membro da Phi Beta Kappa enquanto estudante de graduação, e da Delta Delta Delta como Ph.D. Florence ocupou cargos de liderança em uma Sociedade de Belas Artes e Literatura para mulheres. Ela permaneceu na Universidade de Wisconsin como residente, e obteve seu mestrado em 1901.
Florence Allen continuou a trabalhar na Universidade de Wisconsin como assistente, e tornou-se  instrutora em 1902. Em 1907 ela obteve seu doutorado em Geometria, e permaneceu na UW-Madison após isso. Ela se tornou professora assistente em 1945, e se aposentou em 1947.  Ela faleceu aos 84 anos, em 1960, em Madison, Wisconsin.